# Matjaž Rakovec
Matjaž Rakovec, slovenski ekonomist, poslovnež in politik, * 2. september 1964, Kranj.
Od leta 2018 je župan Mestne občine Kranj.

## Izobrazba
Rakovec je po izobrazbi univerzitetni diplomirani ekonomist. Obiskoval je Gimnazijo Kranj, nato pa se vpisal na Ekonomsko fakulteto v Ljubljani.

## Kariera
Bil je predsednik Vaterpolske zveze Slovenije, v času njegovega mandata se je članska reprezentanca leta 2006 uvrstila na Evropsko prvenstvo. Trenutno je tretji mandat predsednik Hokejske zveze Slovenije.
19 let je bil zaposlen na Zavarovalnici Triglav, od leta 2009 do 2013 je opravljal funkcijo predsednika uprave. Delal je kot svetovalec uprave v Mercatorju, bil pa je tudi direktor Studia Moderna.

### Župan Kranja
Oktobra 2018 je napovedal kandidaturo za župana Kranja. S podporo strank SD, DeSUS in Povezane lokalne skupnosti je zmagal v prvem krogu in se uvrstil v 2. krog, kjer je premagal Zorana Stevanovića. Ponovno je kandidiral leta 2022, ko se je kot kandidat SD ponovno uvrstil v 2. krog, kjer je prejel 70,94 % glasov občanov in s tem premagal kandidata SDS, Iva Bajca.